# Los Corralitos (Texas)
Los Corralitos es un lugar designado por el censo ubicado en el condado de Webb en el estado estadounidense de Texas. En el Censo de 2010 tenía una población de 35 habitantes y una densidad poblacional de 386,1 personas por km².

## Geografía
Los Corralitos se encuentra ubicado en las coordenadas 27°38′28″N 99°33′27″O / 27.64111, -99.55750. Según la Oficina del Censo de los Estados Unidos, Los Corralitos tiene una superficie total de 0.09 km², de la cual 0.09 km² corresponden a tierra firme y (0%) 0 km² es agua.

## Demografía
Según el censo de 2010, había 35 personas residiendo en Los Corralitos. La densidad de población era de 386,1 hab./km². De los 35 habitantes, Los Corralitos estaba compuesto por el 68.57% blancos, el 0% eran afroamericanos, el 0% eran amerindios, el 0% eran asiáticos, el 0% eran isleños del Pacífico, el 31.43% eran de otras razas y el 0% pertenecían a dos o más razas. Del total de la población el 100% eran hispanos o latinos de cualquier raza.